# 488
488 (CDLXXXVIII) var ett skottår som började en fredag i den julianska kalendern.

## Händelser

### Okänt datum
- Theoderik den store blir kung över ostrogoterna och invaderar Italien.
- Oisc blir kung av Kent, när Hengest dör. Enligt den anglo-saxiska krönikan efterträds Hengest dock av sin son Esc.
- Gepiderna intar Belgrad.
- Johannes efterträder Petrus som patriark av Antiochia.
- Fravitta blir patriark av Konstantinopel.
- Kavadh I efterträder Balash som kung av Persien.

## Födda
- He av Södra Qi, kinesisk kejsare.

## Avlidna
- Hengest, kung av det brittiska kungariket Kent.
- Petrus Fullo, patriark av Antiochia (omkring detta år).
- Illus, bysantinsk general.